# René van Leeuwen
René van Leeuwen (1988) is een Nederlandse presentator bij Dumpert, schrijver en voormalig columnist.

## Loopbaan
Hij heeft geschiedenis en sociologie gestudeerd aan de Erasmus Universiteit Rotterdam. Voor zijn tijd bij Dumpert schreef hij voor het Erasmus Magazine, een wekelijkse column voor de Volkskrant en was actief als freelance journalist. Daarnaast was hij werkzaam bij Humanitas Rotterdam. Naast zijn werk als presentator is hij actief als spreker. In zijn lezingen zet hij, onder andere, vormen van mediastrategie uiteen.

## Dumpert-series
Sinds april 2014 presenteert van Leeuwen de wekelijkse serie DumpertReeten, waarin hij Dumpert-filmpjes bekijkt en becommentarieert, eventueel met gasten dan wel een co-presentator. Samen waarderen ze de filmpjes met een tot vijf "reeten" (billen).
Eveneens voor Dumpert presenteerde hij DumpertDaten, DumpertEten en Dumpert Filmt je Werkplek.

## Podcasts
Van Leeuwen presenteerde meerdere podcasts, waaronder Podgasten en Wakker Worden met VanLeeuwen. Bij beide podcasts praatte hij met een of twee vrienden over de actualiteit en andere onderwerpen die in hun dagelijks leven voorkwamen en hen aanspraken.

### MandenWat een week
Tussen 6 maart 2020 en 3 mei 2023 presenteerde hij samen met Maxim Hartman de podcast-serie Mand. In deze korte podcast bespraken zij een enkel onderwerp voor ongeveer 20 tot 30 seconden. Dit kon gaan over onderwerpen die hen aanspraken of de actualiteit. In 2020 en 2021 hoorde deze podcast tot de 25 meest beluisterde van Nederland. Op 25 april 2023 maakten Hartman en Van Leeuwen een nieuwe podcast waarin zij wekelijks de actualiteiten van de week doornamen, genaamd Wat een week!. Sinds 4 mei dient dit format als vervanging van Mand.
Na spanningen achter de schermen met Hartman en de later aan de podcast toegevoegde Willem Treur, stopte Van Leeuwen in mei 2024 bij Wat een week!.  "René is een nuchtere nerd, en een lieve jongen, maar Willem reageert sneller en is meer losgeslagen, dus wij jutten elkaar beter op.", zo lichtte Hartman het vertrek van Van Leeuwen in een interview met Villamedia toe. "En daar kan René ongemakkelijk van worden, dan weet hij niet meer wat zijn rol is." Tevens gaf Hartman aan dat Treur en hij met de podcast de emotionele kant op willen en willen "flippen" terwijl Van Leeuwen naar "safe space" verlangde.
- Virtual International Authority File: 31158855837944142086